# Ciprusi Köztársaság
Ciprus (görögül: Κύπρος [Kíprosz], törökül: Kıbrıs) állam, hivatalos nevén a Ciprusi Köztársaság (görögül: Κυπριακή Δημοκρατία [Kipriakí Dimokratía]; törökül: Kıbrıs Cumhuriyeti) szigetország a Földközi-tenger keleti medencéjében, Törökországtól délre, amely Ciprus szigetén terül el.
Szicília és Szardínia után a Földközi-tenger harmadik legnagyobb szigetén található. Míg a sziget földrajzi szempontból Ázsiához tartozik (mivel az ázsiai kontinentális talapzaton található), addig az ország kulturális és politikai szempontból is Európa része. Az Európai Unió egyetlen olyan tagországa, amely földrajzilag teljesen Ázsiához tartozik.
Az ország fővárosa, Nicosia a sziget középső részén található, s (a szigethez hasonlóan) kettéosztja a déli, szabad és főként görögök, illetve az északi, Törökország által megszállt és főként törökök lakta részeket elválasztó Zöld vonal. A megszállt területeken 1983 óta létezik a csak Törökország által elismert Észak-ciprusi Török Köztársaság szakadár állam. Nem része Ciprusnak a szigeten fekvő két brit szuverén támaszpont, Akrotíri és Dekélia (területük összesen 254 km²).
2004. május 1. óta az Európai Unió tagja (a megszállt területek tagságának felfüggesztése mellett), 2008 elején pedig csatlakozott az eurózónához is. A Földközi-tenger egyik fő turisztikai célpontja. Fejlett, magas jövedelmű gazdasággal rendelkezik.

## Földrajz

### Domborzat

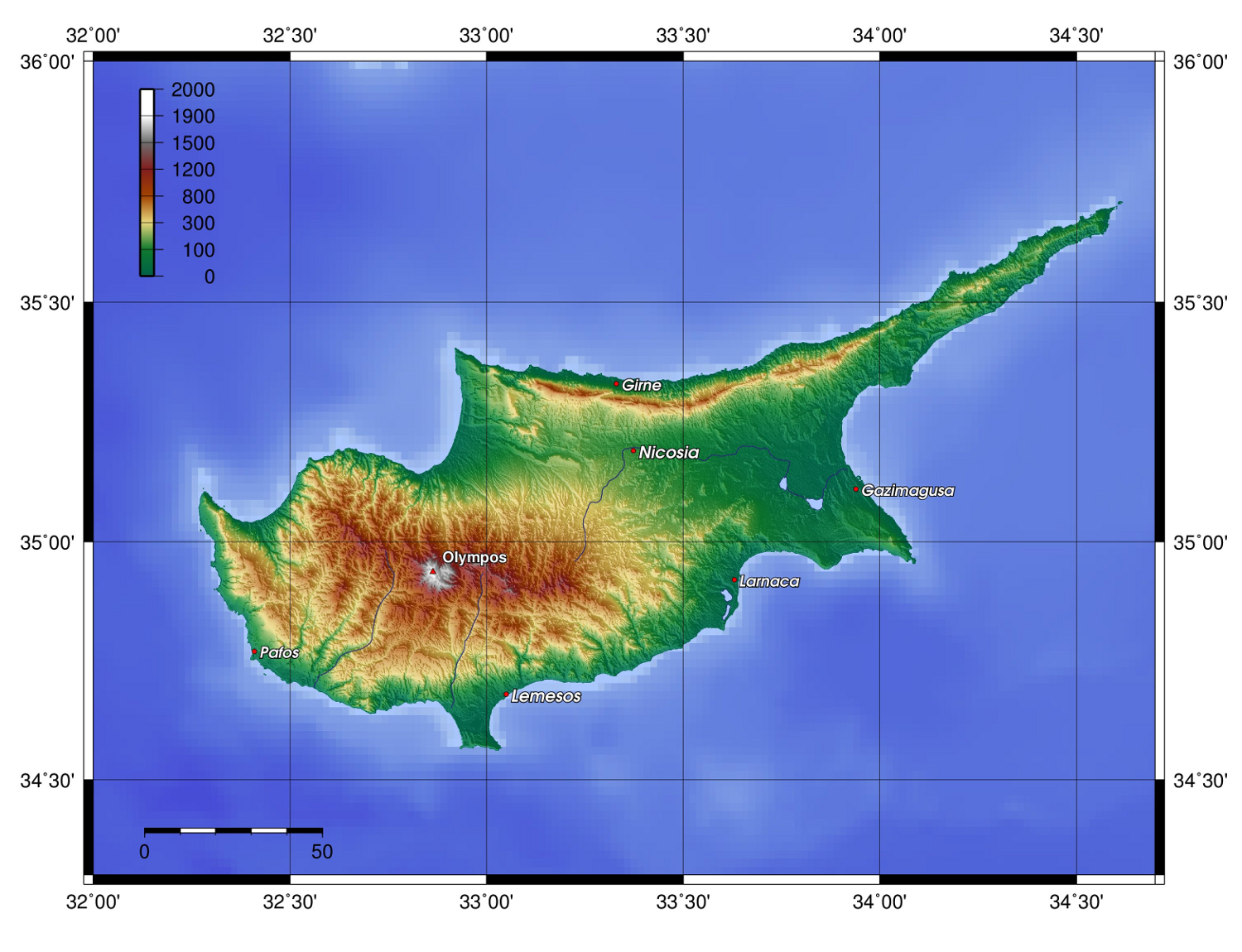
Ciprus domborzati térképe

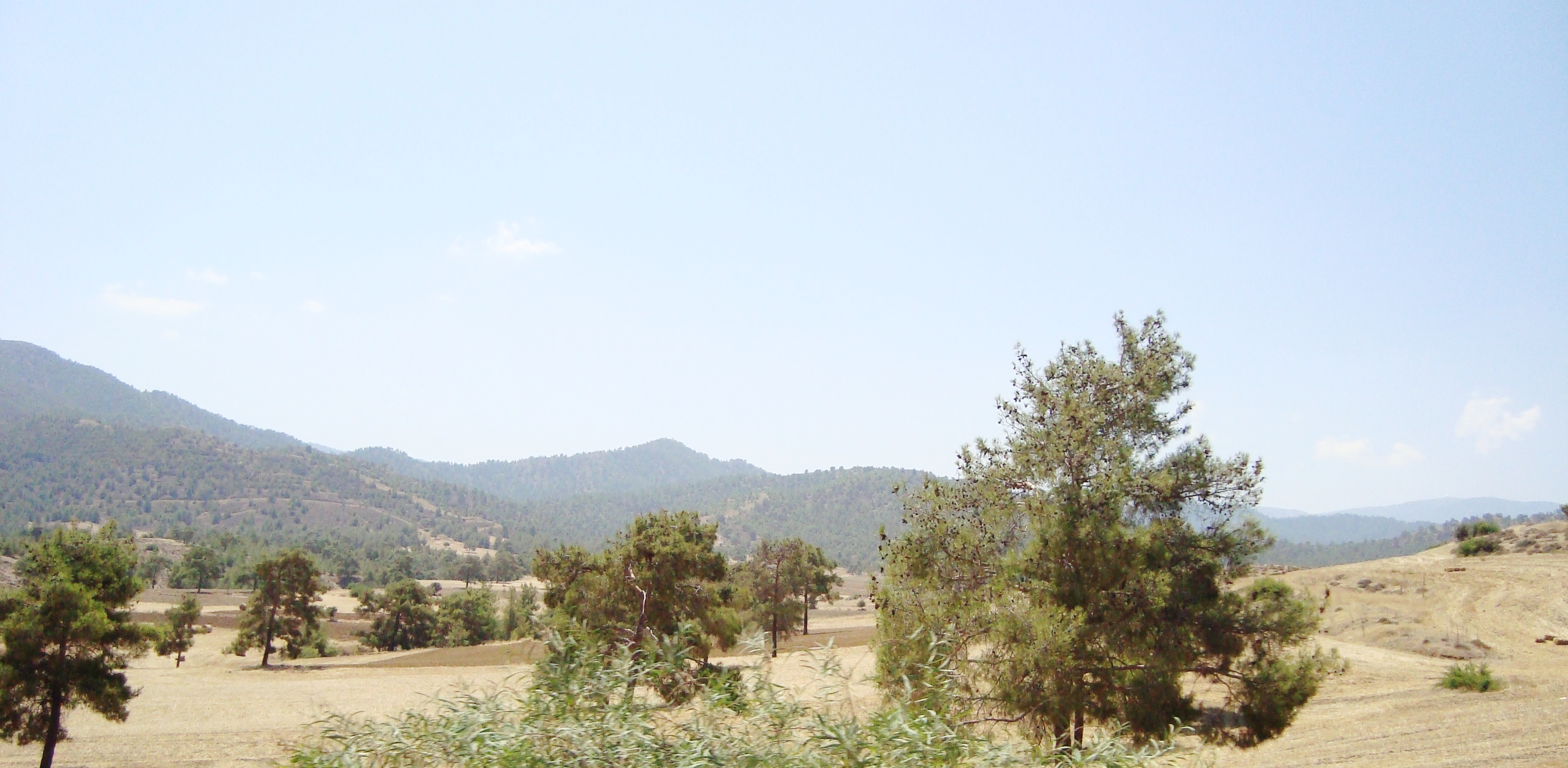
Tájkép a Tróodosz-hegységben nyáron

Ciprus Szicília és Szardínia után a Földközi-tenger legnagyobb szigete. Észak-déli irányban négy tájra osztható:
- Kerínia-hegység: északon, a parttal párhuzamosan futó hegylánc
- Tróodosz-hegység: a terület középső részén emelkedik, legmagasabb pontja: Ólimbosz 1953 m (egyben Ciprus legmagasabb pontja is).
- Mezaoria-síkság: a két hegység között elterülő, és a déli parti síksággal összefüggő terület
- Partvidék

### Vízrajz
Jelentős folyóval nem rendelkezik, gyakori a vízhiány. Leghosszabb a Pedieosz nevű, 96 km hosszú folyó.
A téli időszakban hulló jelentősebb mennyiségű csapadék az ország belső területein található hegyekből széles medreken keresztül jut el a tengerbe. Ezek a természetes medrek a nyári időszakban szárazon állnak. Az esőzésekből származó vizet a szigeten igyekeznek tározókba terelni, hogy a száraz időszakokban ezek segítségével csökkentsék a vízhiányt. A kormány igyekszik a víz takarékos felhasználására nevelni a lakosságot, olykor vízkorlátozásra is sor kerül. Ezen kívül a legszárazabb időszakban tankhajókkal szállítanak vizet Görögországból.

### Éghajlat
Cipruson az éghajlat jellegzetesen mediterrán: meglehetősen meleg és száraz, csapadék főleg november és március között, olykor villámlással, mennydörgéssel kísért zivatarok formájában esik. Havazás csak a hegyekben fordul elő, a tengerparti övezetben szinte sosem fagy. Az enyhe tél általában március-áprilisban gyorsan csap át a nyárba. A Tróodoszon a magasabb területeken az éghajlat kontinentális.

### Élővilág, természetvédelem
Az alacsonyabb fekvésű vidékeken olajfa, szentjánoskenyérfa, tamariszkusz, eukaliptusz, ciprusfa és akácfa nő. A hegyek jellemző fái az aleppóifenyő, magyaltölgy és nyárfa, illetve a Tróodosz-hegység nyugati részén a cédrusfa. A hegycsúcsok közelében boróka és feketefenyő él. Tavasszal a következő virágok teszik színessé a szigetet: királyné gyertyája, szuhar, jácint, nárcisz, ciklámen, bazsarózsa, pipacs, leander, rekettye.
A sziget legnevezetesebb állatai a Larnakai- és Akrotiri-sóstónál telelő flamingók. A Tróodosz-hegységben őshonos a ciprusi vadjuh. A hegyekben kis számban található barátkeselyű, ölyv, karvaly, vándorsólyom és vörös vércse. Szintén a Tróodosz-hegység területén él a sziget egyetlen mérgeskígyó faja a Levantei vipera.
Az embernek a szigeten történt megjelenésének idején, 9000-11 000 évvel ezelőtt még élt ott a ciprusi törpe víziló (Hippopotamus minor), amely akkoriban halt ki. Ez a faj az ún. Messinai sókrízis után szorult a szigetre, a Földközi-tenger kiszáradása, majd újra víz alá kerülése után csakúgy, mint fajrokonai Krétára, Máltára, Szicíliára.
Ciprus az európai madárvonulás egyik fő útvonalára esik. Madarak milliói szállnak le a szigeten a vonulási időszakban. A nemzetközi természetvédelmi szervezetek erőfeszítései és a helyi hatóságok erősen korlátozott fellépése ellenére évente több millió énekesmadár esik áldozatul a lakosság körében elterjedt illegális vadászatnak. Lőfegyverek mellett hálókkal és lépvesszőkkel – a fagyöngy terméséből főzött ragacsos anyaggal bekent és a bokrok ágaira erősített pálcikákkal – ejtik zsákmányul a madarakat. E tevékenység célja részben puszta szórakozás, de a zsákmány nagy részét az "ambepoulia" nevű étel elkészítésére használják fel, amelyet elterjedten fogyasztanak. Az ambepoluiát megkopasztott és bepácolt majd megsütött énekesmadarakból készítik el. E fajok Európában (Cipruson is) védettek, elejtésük törvényellenes. Jelenleg Cipruson pusztítják el Európában a legtöbb védett madarat.

#### Nemzeti parkjai
- Troodosz Nemzeti Erdőpark
- Athalassa Nemzeti Erdőpark
- Cavo Gkreko Nemzeti Erdőpark
- Polemidia Nemzeti Erdőpark
- Rizoelia Nemzeti Erdőpark
- Tripylos Rezervátum
- Akamas Nemzeti Erdőpark
- Lara-Toxeftra Tengeri Rezervátum

## Történelem

### A sziget történelme a Köztársaság előtt

#### Őskor
A görög mitológia szerint a sziget körüli tengerben született Aphrodité, a szépség és szerelem istennője. A szigeten már a Kr. e. 10-11. században is éltek emberek és háziállatok, Ciprusról származik a macska és az ember kapcsolatának egyik első bizonyítéka.

#### Ókor

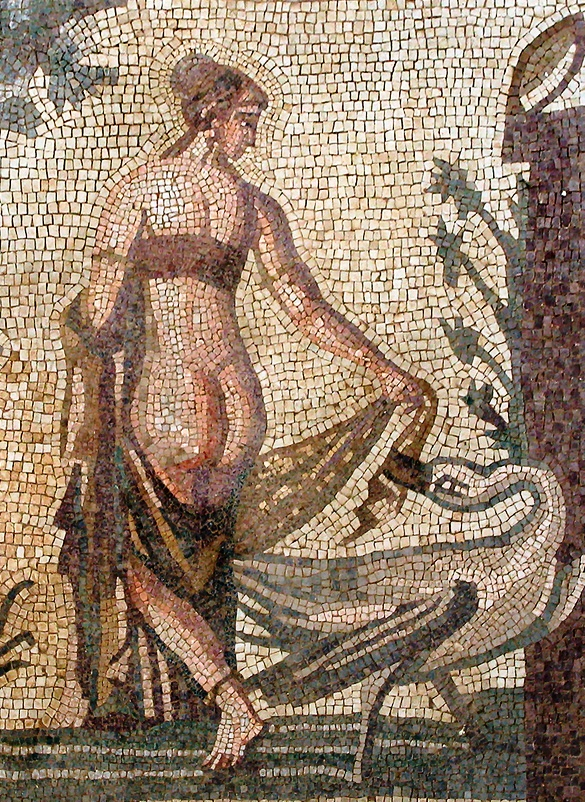
Római mozaik az egykori páfoszi Aphrodité szentélyből

Az őslakók az eteociprusiak voltak, majd a görögök és a föníciaiak is megjelentek a szigeten, ahol 7-10 városállam alakult ki. Sajátosságuk, hogy azzal együtt, hogy sok tekintetben hasonlítottak a görög poliszokra, élükön király állt. A sziget rézbányászatáról kapta nevét és az itt kialakuló Aphrodité-kultuszról lett közismert, ami a későbbiekben is védjegye maradt. Ciprus hamar a térségben háborúzó nagyhatalmak kereszttüzébe került és rövidebb időszakokra az asszírok és az egyiptomiak is megszállták. Kr. e. 545-ben a görögök legnagyobb térségbeli riválisai, a perzsák lettek a sziget urai. Uralmuk ellen a szigetlakók Onészilosz ciprusi hős vezetésével keltek fel – sikertelenül. Komolyabb eredményeket ért Euagorasz szalamiszi király, de a perzsa uralmat végül ő sem tudta megtörni. Ez csak Kr. e. 332 körül, Nagy Sándor érkezésével következett be. Nagy Sándor korai halála után birodalma többfelé oszlott és Ciprus a ptolemaidák fennhatósága alá került. A királyságok megszűntek, de a sziget ellenállt minden támadásnak, egészen Kr.e. 58-ig, amikor a Római Köztársaság megszállta azt. A rómaiak gazdag villákat emeltek és ápolták Aphrodité (Vénusz) kultuszát is, így gazdag kulturális örökséget hagytak maguk után. Illetve egy új vallást: zsidó közösségén keresztül Ciprus lett az egyik első terület, amit a kereszténység meghódított, a ciprusi ortodox egyház pedig az első önálló keresztény egyház.

#### Középkor

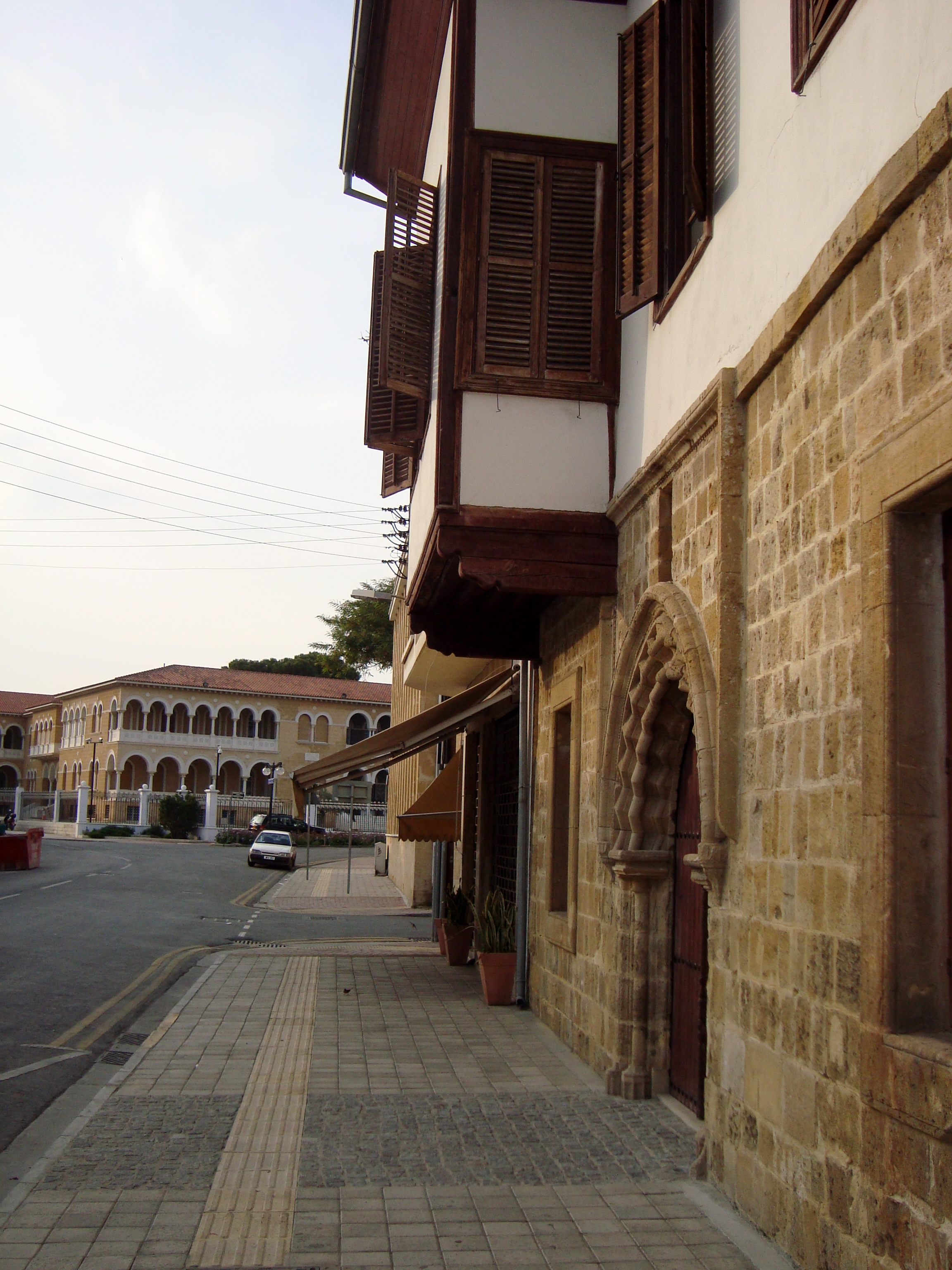
15. századi ház Nicosiában

A Római Birodalom 395-ös kettészakadásával Ciprus a Bizánci Birodalom része lett és 800 évig az is maradt. Számos arab betörés sújtotta a szigetet. 1191-ben a keresztes háborúba tartó Oroszlánszívű Richárd angol király összetűzésbe került a sziget urával és megszállta Ciprust. Nem rendezkedett azonban be hosszú időre: eladta a Templomos Lovagrendnek amely elképzelései szerint a teutonokhoz és johannitákhoz hasonlóan országot alapított volna a szigeten. A lovagok azonban felbontották az üzletet és Richárd a szigetet eladta a mindössze kétéves Jeruzsálemi Királyságát 1187-ben a Szaladin szultánnal vívott csatában elvesztő Lusignan Guidónak, aki ezzel megalapította dinasztiáját és így létrejött a Ciprusi Királyság. Az állam 300 éves fennállása során folyamatosan hadakozott a muzulmánokkal a Szentföldön és időnként saját földjén is. Mégsem az arabok, hanem a gazdaságilag megerősödő Velencei Köztársaság okozta vesztét 1489-ben: Cornaro Katalin királynő lemondatásával a ciprusi Lusignan-dinasztiát korszaka véget ért és a szigeten a velenceiek uralma alá került, akik állandó harcban álltak a terjeszkedő Oszmán Birodalommal.

#### Újkor
1571-ben az oszmán törökök 60 000 embert számláló flottájának elsöprő támadása után a sziget az Oszmán Birodalom része lett és 300 éven át az is maradt. A törökök nem akarták muzulmán hitre téríteni a sziget lakóit, sőt a ciprusi ortodox egyháznak politikai-közigazgatási feladatokat adtak, megkönnyítve ezzel az adók behajtását. Ám a 19. században Cipruson is megjelenő nacionalista mozgalmat egyre nehezebben kezelte a meggyengülő birodalom. Egyre nagyobb teret nyert az enózisz, azaz a sziget Görögországhoz csatolását szorgalmazó mozgalom. A szultán végül diplomáciai játszmák eredményeként 1878-ban átengedte a szigetet a Brit Birodalomnak. 1878 és 1925 között Nagy-Britannia bérbe vette a szigetet az Oszmán Birodalomtól, majd Ciprus 1925-ben brit koronagyarmattá (British Cyprus) vált. A britek is szembesültek a nacionalista mozgalmakkal, amelyek bizonyos esetekben a brit adminisztráció, illetve a török kisebbség elleni erőszakba, és ezeknek megfelelő válaszcsapásokba torkollott. A sziget körül diplomáciai kötélhúzás kezdődött a két etnikai csoport, az őket támogató Görögország és Törökország, illetve Nagy Britannia részvételével.

### Függetlenség
1955-ben megalakult az EOKA nevű görög nacionalistákból álló ellenállási szervezet, amely 1959-ig harcolt a brit gyarmati függőség ellen (a törökök területi felosztást akartak). Ekkor, 1959. február 19-én a Londonban megkezdett, Nagy-Britannia, Görögország és Törökország között lezajlott második konferencián egyezményben nyilatkoztak Ciprus függetlenségéről, melyet 1960. február 11-én írtak alá Zürichben (zürichi és londoni megállapodás). Ezt – a háromhatalmi tárgyalások eredményeként – 1960. augusztus 16-án sikerült kinyilvánítani a Nicosiában aláírt szerződéssel. Az államszerződés jogot formált arra, hogy mindhárom fél katonai erőket állomásoztasson a szigeten. Az ENSZ szeptember 20-án vette fel tagjai közé. Az első elnök III. Makariosz görög-ortodox pátriárka lett, az alelnök egy ciprusi török volt. A szigetek Görögországhoz való csatlakozása kérdésében a görög és a török etnikum között állandósultak a feszültségek és összetűzések, ezért 1963 végén létrehozták az ún. „Zöld vonalat”, amely a görögök lakta területet volt hivatott elválasztani a töröklakta területektől, így kettéosztva az országot. A fegyveres összetűzések hatására 1964-ben Ciprus kérdése az ENSZ Biztonsági Tanácsa elé került, amely 1964. évi 186-os határozatában békefenntartók telepítését rendelte el a szigeten (United Nations Peacekeeping Force In Cyprus, UNFICYP).

### Kettéválás
1974. július 15-én a görögországi katonai junta által támogatott ciprusi görög katonatisztek csoportja, a Nemzeti Gárda, azzal a szándékkal, hogy Ciprust Görögországgal egyesítsék, államcsínyt kíséreltek meg az érsek-elnök Makariosz ellen, aki életét mentve, brit segítséggel elmenekült a szigetről. Níkosz Szampszónt kiáltották ki új elnökül. Július 19-én az eltávolított Makariosz nyilatkozatot adott ki, amelyben leszögezte: „A görög junta puccsa egy invázió, melynek következményeitől Ciprus egész lakossága szenved, görögök és törökök egyaránt.”. Másnap, július 20-án az 1960-as háromhatalmi egyezményre és a török etnikum védelmére hivatkozva Törökország, Bülent Ecevit miniszterelnök utasításaira, 40 000 fős inváziós csapatot tett partra a sziget északi részén és megkezdte annak teljes megszállását. Két nap múlva a török csapatok biztosított folyosót nyitottak az északi parttól Nicosiáig. Szampszont félre-, majd Makarioszt visszaállították, és július 22-én Görögország fegyverszünetet kötött Törökországgal. Július 23-án a görögországi junta megbukott, majd Genfben megindultak a béketárgyalások.

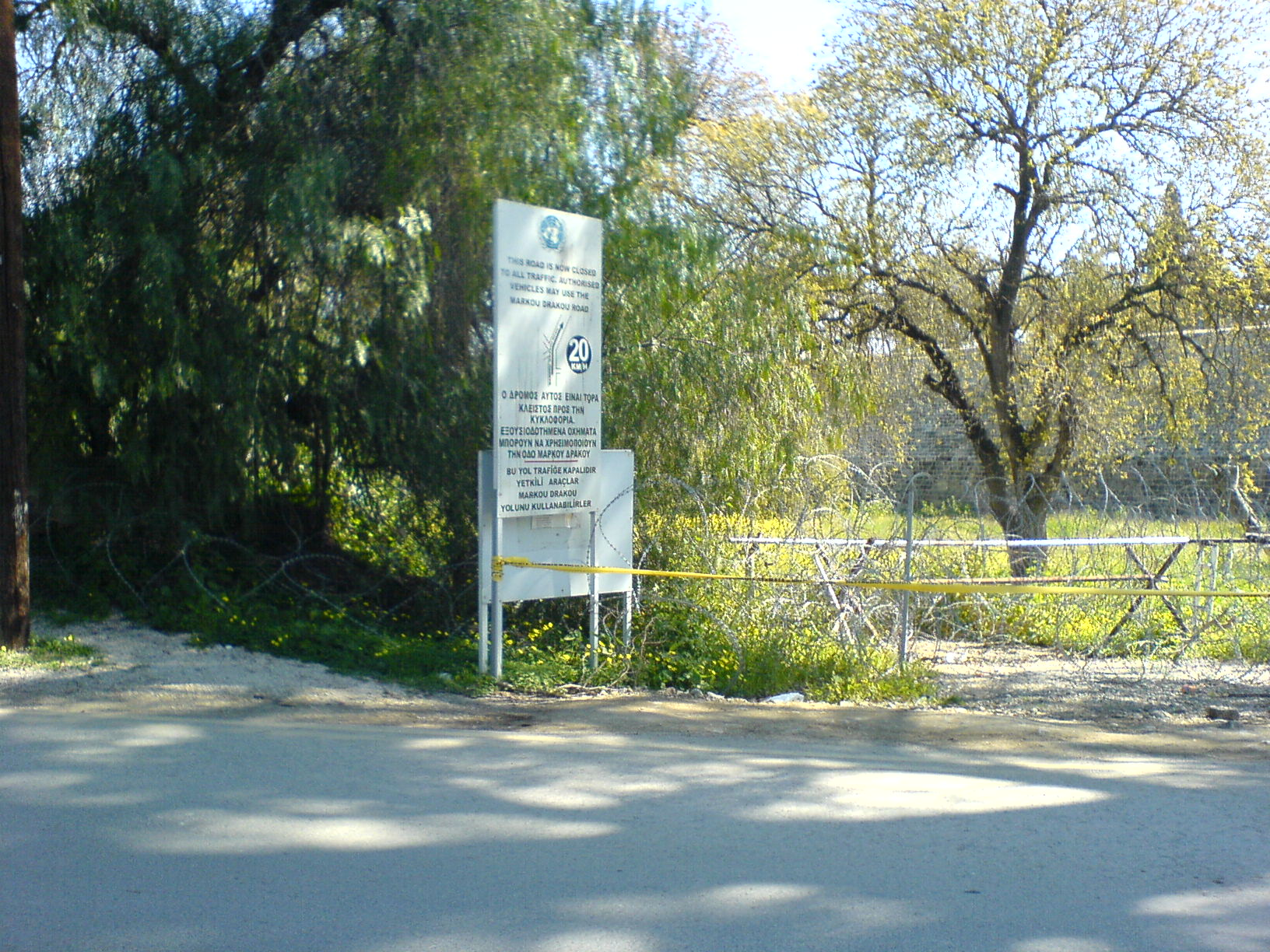
A Zöld vonal Nicosiában

Eközben Cipruson 200 ezer fős görög lakosság indult meg a görög fennhatóságú déli területek felé. Augusztus 14-én a genfi tárgyalások eredménytelenül félbeszakadtak, majd Görögország – Franciaország 1966. március 10-ei hasonló döntését követve – kivonta csapatait a NATO integrált katonai erőiből. A török csapatok ezt követően folytatták az előrenyomulást, két nap múlva már a sziget területének 37%-át (északi harmadát) birtokolták. A délen lakó törökök többségét (több mint 60 ezret) az északi területekre telepítették a ciprusi kormány és az ENSZ beleegyezésével. A fővárost, Nicosiát szintén kettéosztották a „Zöld Vonal” mentén, ami "országhatárrá" alakult, nemzetközi repülőtere ENSZ fennhatóság alá került, légiforgalma megbénult. Az északi területeken 1975-ben a ciprusi törökök egyoldalúan, Rauf Denktaş elnökletével a mai napig fennálló saját, önálló közigazgatást alakítottak ki „Észak-Ciprusi Szövetségi Állam” néven. Az ENSZ-csapatok az elválasztó határvonal (a „Zöld Vonal”, a török hadműveletek után ismert még „Attila Vonal”-ként is) középső részét azóta is ellenőrzésük alatt tartják.
Törökország közreműködésével Görögország 1980-ban újra csatlakozott a NATO-hoz.
Az északi területek függetlenségét 1983. november 13-án Denktaş egyoldalúan kikiáltotta, amit november 15-én, nyolc évvel a „rendezés” után Törökország elismert „Észak-Ciprusi Török Köztársaság” néven (ennek elődjeként már létezett a megszállási övezetben az ún. Ciprusi Török Szövetségi Állam), és diplomáciai kapcsolatot létesített vele. A Ciprusi Köztársaságot nem ismeri el Törökország, és Dél-ciprusi görög ciprióták közigazgatása néven nevezi. Ezzel a lépéssel Törökország ismételten megszegett több ENSZ-határozatot. Az északi, új államot azóta sem ismerte el más ország, az ENSZ-tagállamok bojkottálják az ENSZ Alapokmány 2. cikkének 5. bekezdése alapján.

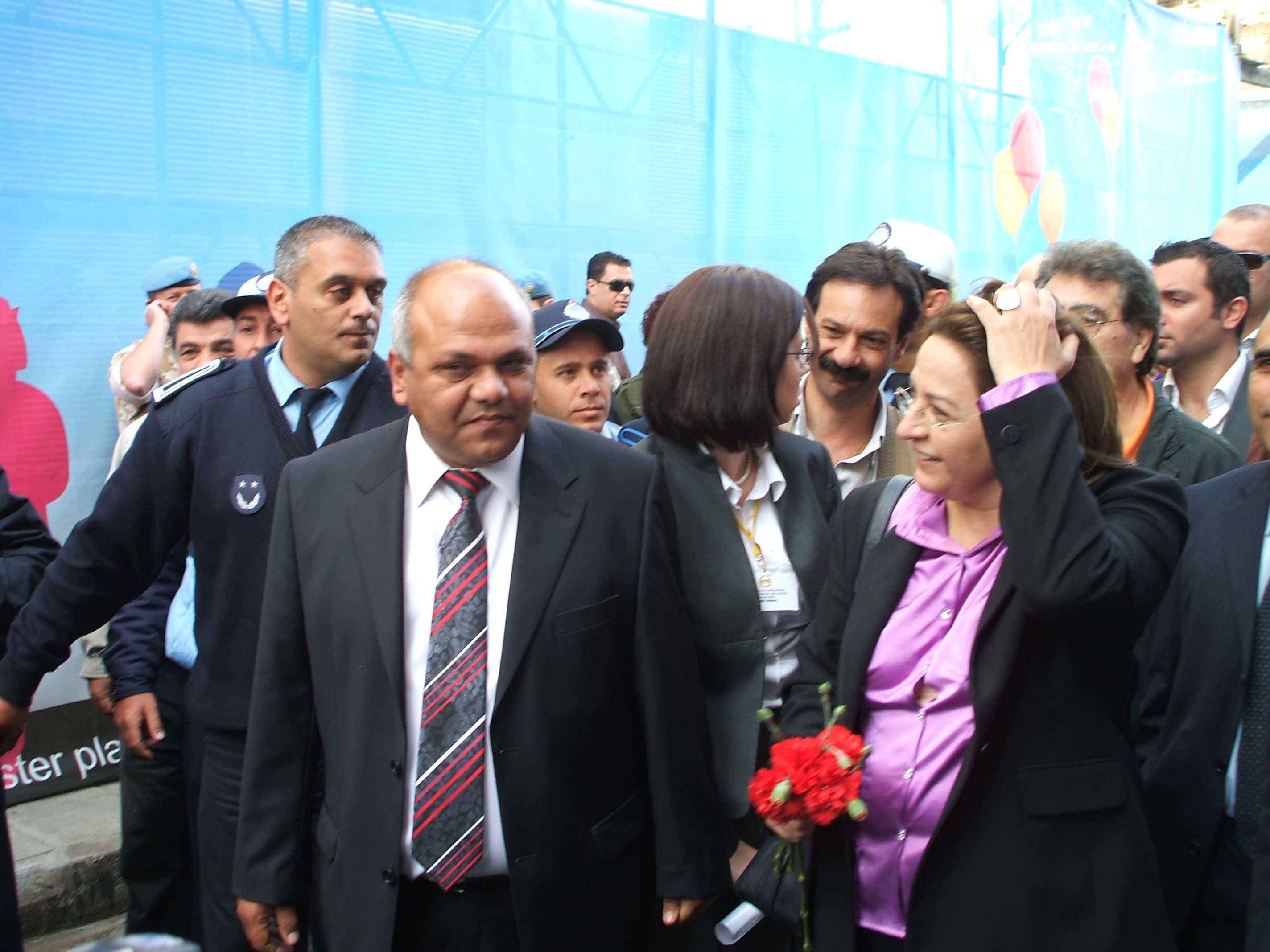
A két városrész polgármestere, Eléni Mávru és Cemal Metin Bulutoğluları átlépi az újra megnyitott Ledra utcai „határátkelőt” 2008. április 3-án

### Az Európai Unió tagállamaként
2003. április 30-án a határvonal több szakaszát megnyitották, amit azóta is több ezer görög és török ciprusi lépett át. Ciprus 2004. évi Európai Unióhoz való csatlakozása előtt Kofi Annan ENSZ-főtitkár vezetésével április 24-én Annan-terv néven rendezési terv született a sziget újraegyesítésére. A terv lehetőséget adott volna az 1974-es török megszállás során bevándorolt, illetve ezek leszármazottjaként Cipruson élő törökök jelentős részének, hogy a szigeten maradjon (lásd: Törökországi törökök Észak-Cipruson). Ez heves tiltakozást váltott ki a déli, nem megszállt területen élő görög cipriótákból. A népszavazáson a ciprusi törökök az egyesítés mellett, a ciprusi görögök többsége az egyesítés ellen szavaztak, így a terv kudarcba fulladt.
2004. május 1-jén a Ciprusi Köztársaság megosztott államként lett az Európai Unió (EU) tagja. Az északi, megszállt területek EU-tagsága a helyzet rendezéséig felfüggesztésre került.
Ciprus 2008. január 1-jén csatlakozott az eurózónához, és bevezették az eurót. Nicosiában februárban mindkét fél részére Eléni Mávru – a görög városrész polgármestere – és Cemal Metin Bulutoğluları – a török fél (Lefkoşa) polgármestere – ünnepélyes keretek között megnyitotta Ledra nevű főutcáját, ami a kettéosztottság megszűnésének kezdetét jelképezi. A két fél polgármestere havonta személyesen egyezteti egymással későbbi terveit.
2011. július 11-én az Evángelosz Florákisz Haditengerészeti Támaszponton felrobbant egy hajónyi, gondatlanul őrzött hadianyag, ami 13 halálos áldozat mellett öt kilométeres körben mindent letarolt. A robbanás megsemmisítette a modern Vasziliszkosz hőerőművet, ami addig az ország elektromos áramtermelésének 30%-át adta. Azóta a sziget áramellátása nehézségekbe ütközik, ezért az áram ára itt a legmagasabb az EU-n belül.
2011-től kezdve Görögország adósságválsága fokozatosan átterjedt a Ciprusi Köztársaságra is, mivel az ország aránytalanul nagy bankszektora jelentős mennyiségű görög államkötvényt birtokolt, amiből azután hatalmas vesztesége keletkezett. Az európai gazdasági válság hatására visszaesett az állam másik bevételi forrása, a turizmus is. A bajban előbb Oroszország adott 2,5 milliárd euró hitelt, majd az államcsőd elkerülése érdekében adott további segítségért cserébe az EU kemény megszorításokat, és az offshore jellegű pénzügyi rendszer átalakítását követelte.[forrás?]

## Államszervezet és közigazgatás

### Alkotmány, államforma
Ciprus egy elnöki köztársaság.
Az országot 80 fős, ötévente választott parlament irányítja.

### Törvényhozás, végrehajtás, igazságszolgáltatás
Ciprus független köztársaság. Az 1960-as alkotmánya szerint, parlamentjében kell hogy legyen egy görög származású elnök, hét görög miniszter, egy török alelnök, és három török miniszter. Ez a lakosság etnikai megoszlása miatt alakult ki, hiszen 82%-ot a görögök, 18%-ot pedig a törökök tesznek ki. A parlamentben 24 helyet a török ciprióták számára tartanak fenn.

### Közigazgatási beosztás

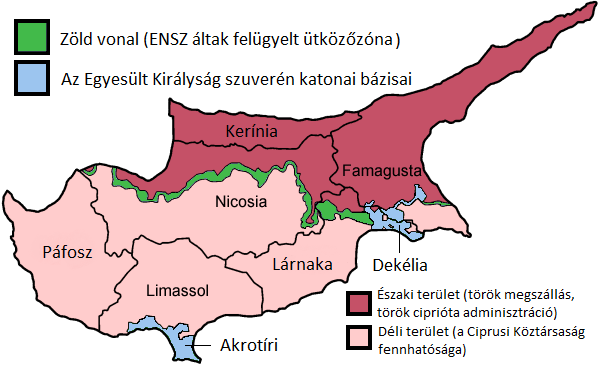
Ciprus közigazgatása 1974 előtt és a mai határok

Az török megszállást megelőzően a sziget hat közigazgatási kerületre (επαρχίες, eparhíesz / kazalar) lett felosztva, amelyek kerületközpontjukról, a sziget legnagyobb városairól kapták a nevüket a következők szerint (a felsorolásban a magyarra átírt név után a kerületközpont görög, azután pedig török neve szerepel):
- Famagusta kerület[23] (Αμμόχωστος, Ammóhhosztosz[24] / Gazimağusa)
- Kerínia kerület (Κερύνεια / Girne)
- Lárnaka kerület (Λάρνακα / Larnaka)
- Nicosia kerület[23] (Λευκωσία, Lefkoszía / Lefkoşa)
- Limassol kerület[23] (Λεμεσός, Lemeszósz / Leymosun)
- Páfosz kerület (Πάφος / Baf)

A megszállás miatt Kerínia kerület teljes egészében, Famagusta kerület túlnyomó részben, Nicosia kerület részlegesen, Lárnaka kerület pedig kis részben kikerült a kormányzat ellenőrzése alól.
A kerületekben községek (Δήμος), azaz városok, illetve közösségek (κοινότητα), azaz falvak találhatók. A városok önkormányzattal rendelkező, ötezer főnél népesebb települések, amelyek városi szintű infrastruktúrával is rendelkeznek. Ezekből a Ciprusi Köztársaság fennhatósági területén 30, az északi, megszállt területen 9 található. A falvak az ötezer főnél kisebb népességszámú települések, amelyekből a déli területen 350, a megszállt területen pedig 137 található. A falvak helyi népszavazás és kormányzati jóváhagyás után válhatnak várossá, abban az esetben, ha a falu népessége meghaladja az ötezer főt, vagy képes városi szintű infrastruktúra üzemeltetésére.

### Politikai pártok
- Demokrata Tömörülés (DISY) – jobboldali, kereszténydemokrata, konzervatív
- Progresszív Munkáspárt (AKEL) – kommunista
- Demokrata Párt (DIKO) – centrista
- Szociáldemokráciáért Mozgalom (EDEK) – szociáldemokrata
- Európai Párt – centrista
- Ökológia és Környezetvédelem Mozgalom (KOP) – zöldek
- Egyesült Demokraták (EDI) – liberális

### Elnökök
| #    | Név                                                            | elnökség kezdete    | elnökség vége          |
| ---- | -------------------------------------------------------------- | ------------------- | ---------------------- |
| 1.   | III. Makáriosz érsek                                           | 1960. augusztus 16. | 1974. július 15.       |
| –    | Níkosz Szampszón (de facto)                                    | 1974. július 15.    | 1974. július 23.       |
| –    | Gláfkosz Klirídisz (ideiglenes)                                | 1974. július 23.    | 1974. december 7.      |
| (1.) | III. Makáriosz érsek (a törvényes állapot visszaállítása után) | 1974. december 7.   | 1977. augusztus 3. (†) |
| 2.   | Szpírosz Kiprianú                                              | 1977. augusztus 3.  | 1988. február 28.      |
| 3.   | Jórgosz Vaszilíu                                               | 1988. február 28.   | 1993. február 28.      |
| 4.   | Gláfkosz Klirídisz (másodszor)                                 | 1993. február 28.   | 2003. február 28.      |
| 5.   | Tásszosz Papadópulosz                                          | 2003. február 28.   | 2008. február 28.      |
| 6.   | Dimítrisz Hrisztófiasz                                         | 2008. február 28.   | 2013. február 28.      |
| 7.   | Níkosz Anasztasziádisz                                         | 2013. február 28.   | 2023. február 28.      |
| 8.   | Níkosz Hrisztodulídisz                                         | 2023. február 28.   | Hivatalban             |

### Védelmi rendszer
Ciprus a Közel-Kelet egyik legfontosabb stratégiai pontja, két brit katonai támaszpont is létesült a területén: Akrotíri és Dekélia; a közel-keleti hadműveletek és beavatkozások jelentős részét innen indítja és hangolja össze a nyugat, elsősorban a NATO és az Egyesült Államok.

## Népesség

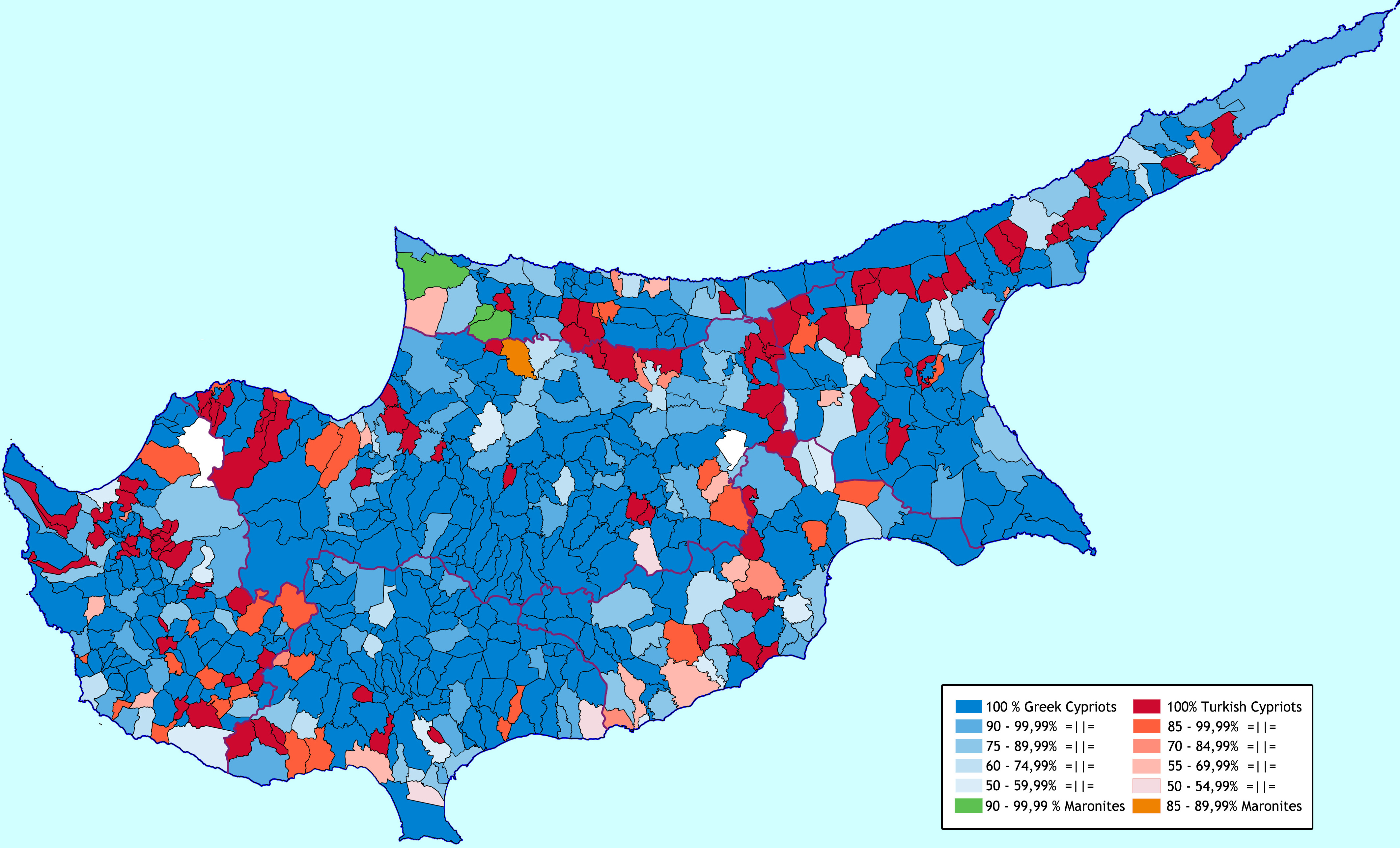
Etnikai térkép az 1960-as népszámlálás alapján

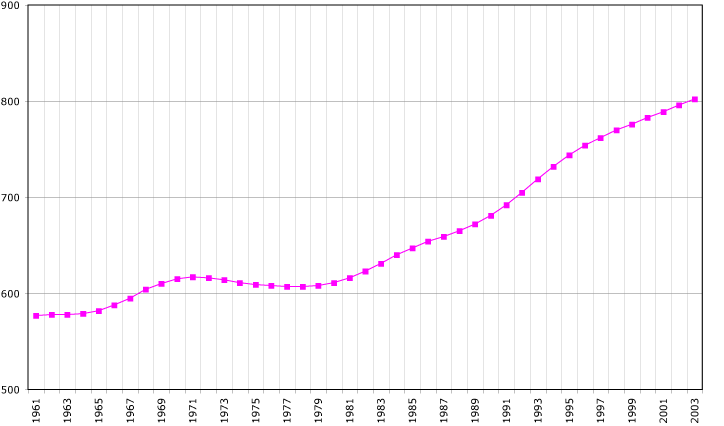
Az egész sziget népességének alakulása 1961–2003 között (a török bevándorlók nélkül)

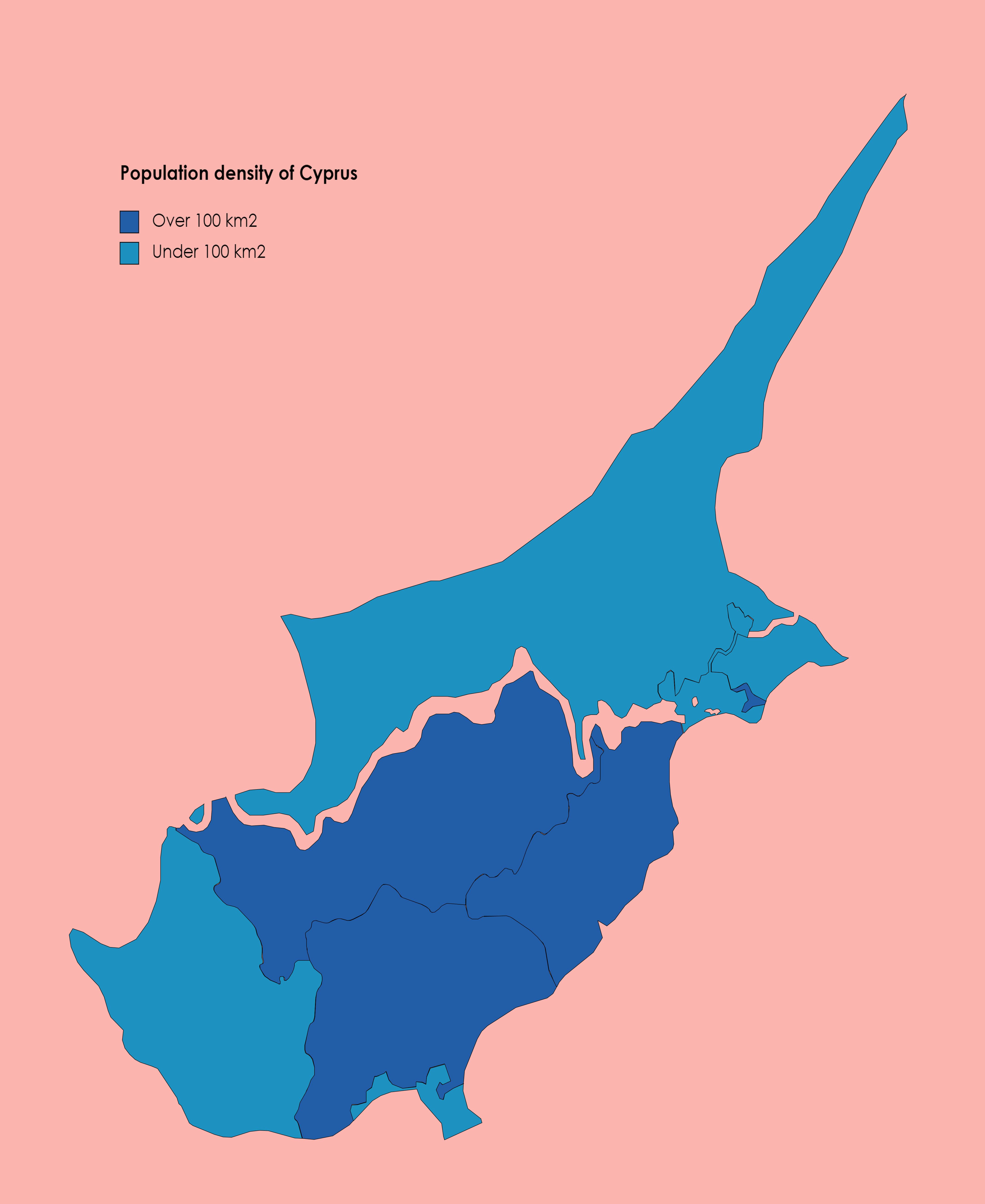
Ciprus népsűrűsége 2011-ben

### Általános adatok
A sziget teljes népességének száma a megszállás miatt nehezen becsülhető. A 2007-es népszámlálás szerint a Ciprusi Köztársaságnak 788 457 lakója volt.
Az 1960-as népszámlálás szerint A görög ciprióták tették ki a sziget lakosságának 77%-át, a török ciprióták 18%-át, és 5% volt az egyéb etnikumhoz tartozók aránya. Az 1974-es török invázió után azonban körülbelül 150 000 török bevándorló érkezett Törökország anatóliai területeiről az „Észak-Ciprusi Török Köztársaságba”, ami „állampolgáraként” ismerte el a betelepülőket. A bevándorlók és leszármazottaik jelenléte megváltoztatta a sziget etnikai arányait, és fontos pontja lett a béketárgyalásoknak, mivel a Ciprusi Köztársaság a kiegyezés egyik alapfeltételének tekinti az illegális török bevándorlók távozását. Ez volt az egyik oka az Annan-terv görög elutasításának is.
A gyarmati múltnak és a brit légitámaszpontoknak köszönhetően a szigeten folyamatosan található egy brit közösség is, amely részben a Királyi Légierő katonai és polgári alkalmazottaiból, részben brit civilekből (vendégmunkásokból, nyugdíjasokból) tevődik ki. A köztársaság otthont ad olyan jelentős főként menekültekből álló közösségeknek is, mint az örmény, a szerb, a palesztin, a libanoni, vagy a kurd közösség.
Az 1980-as évektől kezdődően nőtt az orosz és ukrán bevándorlók aránya, akik többnyire Görögország érintésével érkeztek az országba. A 2000-es évek óta a munkaerőhiány következtében Cipruson nagy számú dél-ázsiai vendégmunkás is él. Az Európai Unióhoz való 2004-es csatlakozás után jelentős számú vendégmunkás jelent meg a szigeten a szintén csatlakozott kelet-európai államokból, főként Lengyelországból, Romániából, Bulgáriából.

### Népességváltozás
| Lakosok száma | 572 929 | 585 311 | 628 000 | 673 252 | 697 717 | 766 611 | 873 246 | 979 877 | 1 077 089 | 1 344 976 |
|               | 1960    | 1966    | 1972    | 1978    | 1984    | 1990    | 1996    | 2002    | 2008      | 2023      |

### Etnikai, nyelvi, vallási megoszlás

#### Etnikumok
Görög ciprióták, török ciprióták, törökországi török, és egyéb népek. Az állampolgárok zöme a Köztársaságban görög: közel 99%.

#### Vallás
Ciprus szigete összlakosságának mintegy 78%-a görög-ortodox keresztény, míg 18% iszlám vallású. 
A vallási határok azonban a belső határ mentén élesen elválnak egymástól, az északi rész szinte teljesen muszlim, míg a déli részen szinte kizárólag keresztények élnek. A nyelvi megoszlás a vallásihoz hasonló, a vallási hovatartozás a nemzeti hovatartozást is determinálja.
A Ciprusi Köztársaság lakosságának zöme ortodox keresztény 89,1%, a maradék főleg egyéb keresztény: római katolikus 2,9%, protestáns vagy anglikán 2%. Egyéb: muszlim 1,8%, buddhista 1%, más (örmény, hindu stb.) 1,4%, ismeretlen vagy ateista 1,7%.

#### Nyelvek
Ciprus 1960-ban kiadott alkotmányának értelmében a görög és a török a hivatalos nyelv. Az 1974-es török invázió, az ország két részre osztása után a görög nyelv a déli, míg a török az északi részen dominál. A két nyelvnek megvan a maga nyelvjárása a szigeten (török ciprióta és görög ciprióta nyelvjárás), melyek eltéréseket mutatnak, kölcsönösen hatnak egymásra és befolyásoltak más nyelvektől is.
Az angolt széles körben beszélik a sziget mindkét felén. A külföldiek magas arányának következtében az angol félhivatalos nyelvvé vált. A déli részen a szolgáltatások elérhetők görög és angol nyelven is. Az angol nyelvű külföldi dokumentumokat (diploma, születési anyakönyvi kivonat)nem kell lefordítani görögre. Angolul kommunikálnak egymás között a görög és török ciprióták is, főleg a fiatalabb generáció. A politikai kapcsolat nyelve a két rész között szintén az angol.

## Gazdaság

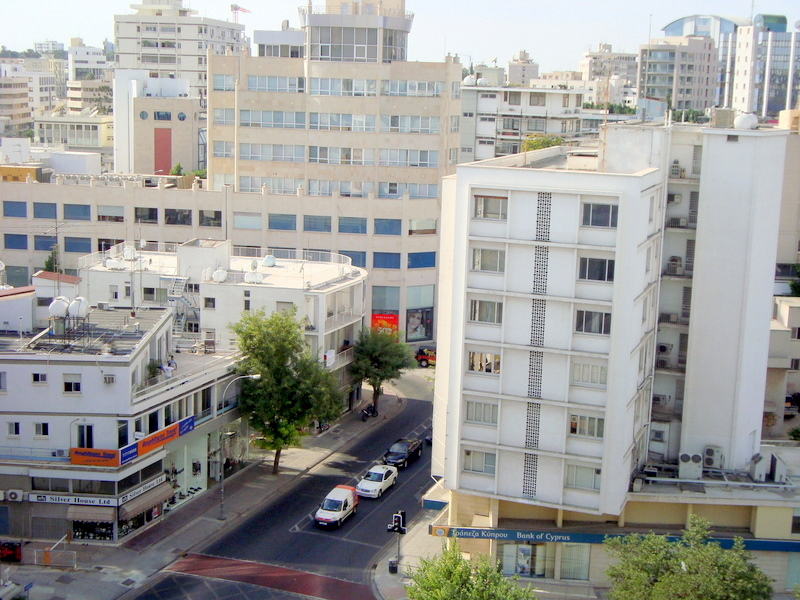
A főváros, Nicosia, az ország pénzügyi központja

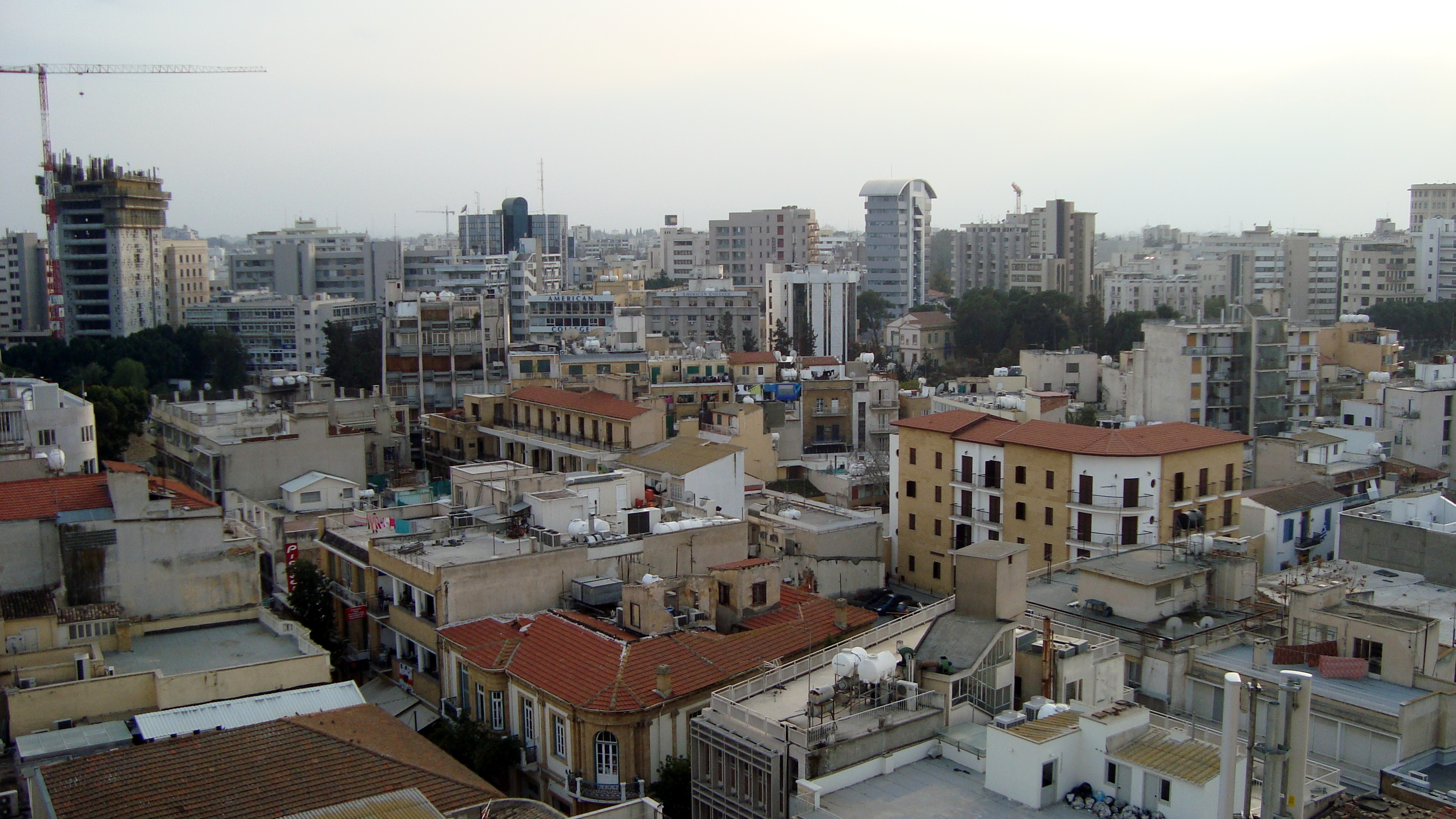
Nicosia egy része

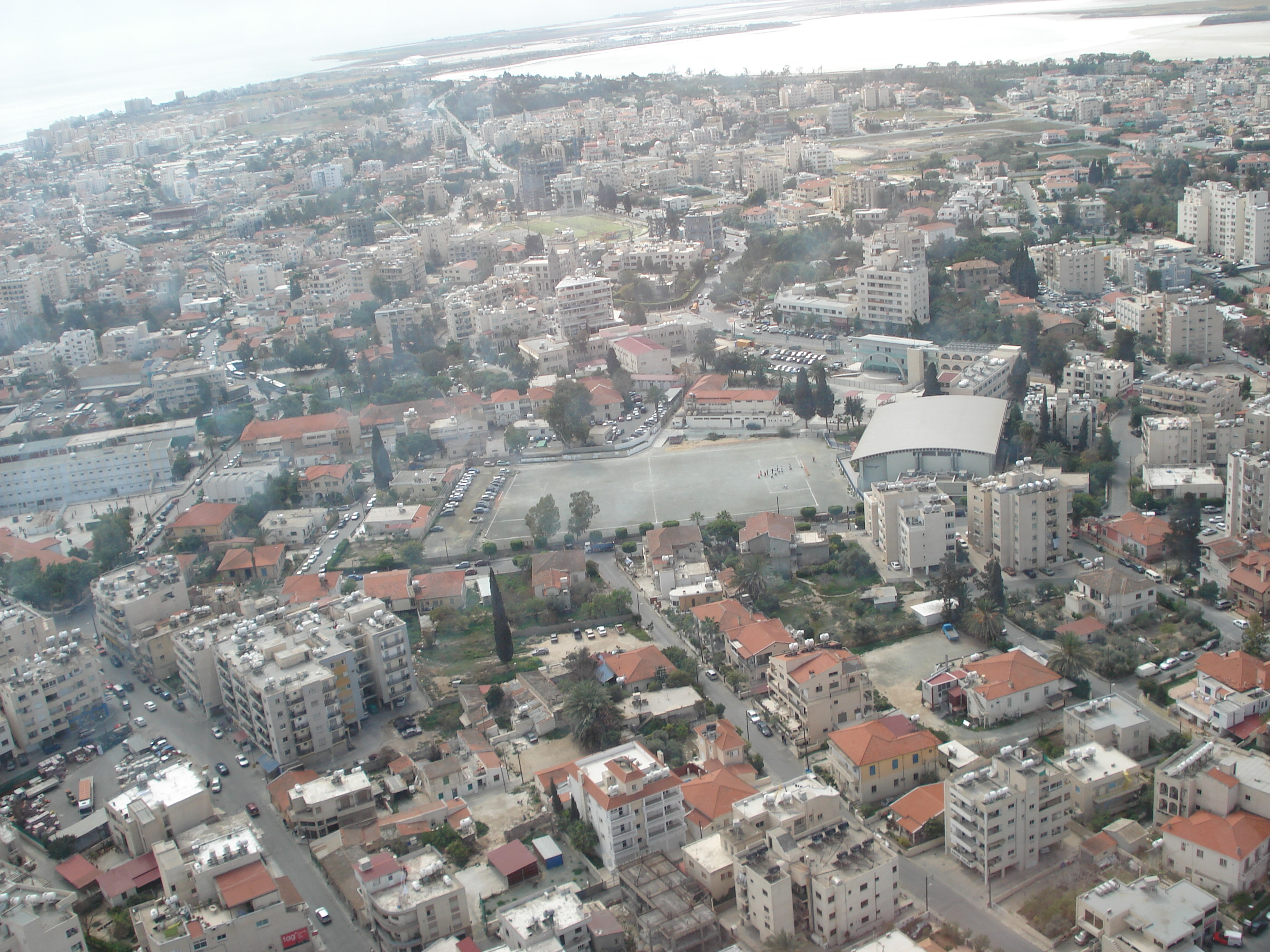
Lárnaka

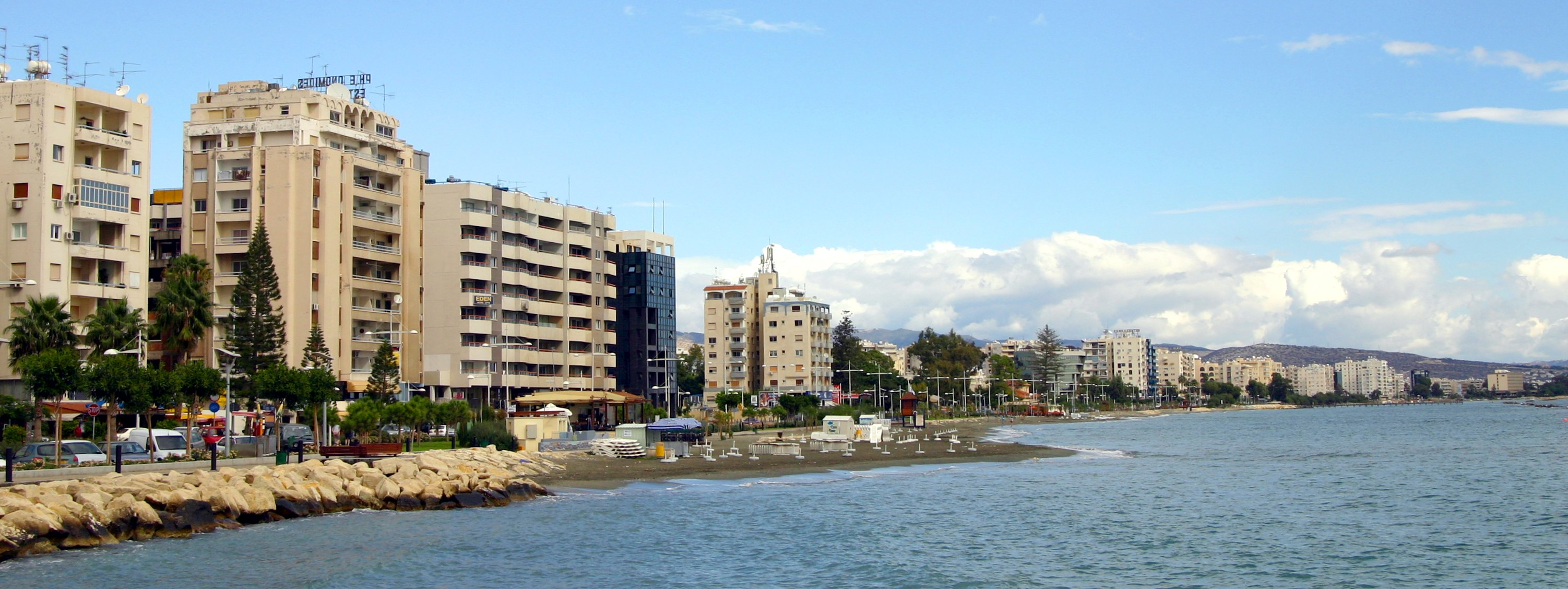
Limassol

A ciprusi gazdaság legmeghatározóbb eleme a szolgáltató szektor, ez adja a GDP háromnegyedét. Ezen belül főként az idegenforgalom és a pénzügyi szektor számottevő. A szigetre évente több mint kétmillió turista látogat, azaz a lakosság közel háromszorosa. A pénzügyi szektor fő vonzerejét az offshore vállalati tevékenység adja: közel ötvenezer bejegyzett offshore cég létezik az országban. Noha az EU-csatlakozás nyomán ezen cégek terhei közel kétszeresére nőttek, európai összehasonlításban Ciprus még mindig vonzó és előnyös az offshore céget alapítani szándékozók számára.
Fontos tényező a tengeri szállítás is: a szigetország a világ egyik legnagyobb kereskedelmi flottájával rendelkezik.
Az ország termelése nem fedezi a belső szükségletet (amit a jelentő turistaforgalom is növel), így az import (a 2000-es évek elején) jelentősen (négyszeresen-ötszörösen) meghaladta az exportot. Főleg mezőgazdasági cikkek terén szorul behozatalra az ország.
2000-es években jelentős, ám sokszor vélhetően illegális forrásból származó orosz tőkebefektetés érkezett az országba, ami elsősorban az idegenforgalomban hasznosult. A 21. század elején a ciprusi gazdaság diverzifikálódott és virágzóvá vált. A kormány 2008. január 1-jén bevezette az eurót nemzeti pénznemként.
A gazdasága 2009-ben recesszióba fordult, mivel a globális pénzügyi válság és az ebből fakadó alacsony kereslet sújtotta az idegenforgalmi és az építőipari szektort.
Hitelminősítésének romlását követően 2011 májusában elvesztette a hozzáférést a nemzetközi tőkepiacokhoz. 
2012-ben az eurózóna pénzügyi és banki válsága érintette. 2012 júniusában a ciprusi kormány bejelentette, hogy 1,8 milliárd eurónyi külföldi segélyre lesz szüksége, ezt pedig a Fitch Ciprus hitelminősítésének leminősítése is követte. 2012 júliusában Ciprus az ötödik euróövezeti kormányként kérte a gazdasági mentőprogramot az Európai Bizottságtól.
A Nemzetközi Valutaalap 2017-es becslései szerint az egy főre jutó GDP (vásárlóerővel korrigálva) 36 442 dollár, ami alacsonyabb az Európai Unió átlagánál.

### Gazdasági ágazatok

#### Mezőgazdaság
Mediterrán mezőgazdasága (gyümölcs, zöldség, olajbogyó, szőlő, gyapot, dohány) nem fedezi a lakosság élelmiszerigényét.

#### Ipar
Az ásványkincsekben (pirit, azbeszt, króm, réz) viszonylag gazdag ország az energiahordozókat (kőolaj és földgáz) külföldről szerzi be.
Iparának jelentősebb ágazatai az élelmiszeripar, cementgyártás, hajójavítás, ruházati ipar.

#### Külkereskedelem
Árucikkek:
- Export: hajók, finomított kőolaj, gyógyszerek, sajt, nyersolaj, déligyümölcs (citrusfélék)
- Import: műszaki berendezések és alkatrészek, járművek, üzemanyag, fémek, vegyipari termékek, élelmiszerek, vetőmag.

Főbb kereskedelmi partnerek 2019-ben:
- : Exportpartnerek: India 9%, Görögország 9%, Líbia 8%, Egyesült Királyság 7%
- : Importpartnerek: Görögország 16%, Olaszország 10%, Törökország 8%, Oroszország 5%, Németország 5%, Egyesült Királyság 5%, Kína 5%

#### Az országra jellemző egyéb ágazatok
- Turizmus, halászat

## Közlekedés
- Közutak hossza: 10 663 km
- Repülőterek száma: 15
- Kikötők száma: 6 (Kereskedelmi hajóflottája a világ legnagyobbjai közé tartozik).

## Telekommunikáció
| Hívójel prefix | C4, H2, P3, 5B, 1B |
| ITU zóna       | 39                 |
| CQ zóna        | 20                 |

## Kultúra
A szigetország kulturális szempontból két egymástól viszonylag határozottan elkülönülő részre osztható: a görög és török ciprióták egyaránt őrzik kulturális hagyományukat, amely szorosan összefonódik Görögország és Törökország kulturális hagyományaival és életével. A két közösség közötti kulturális kölcsönhatás gyenge. A sziget görög kultúrájának gyökerei az ókori görög hagyományig nyúlnak vissza, a török ciprióta kultúra pedig az 1570-es ottomán megszállástól számítható. A szigetország vezetői sem az ottomán korszakban, sem a brit fennhatóság idején nem tettek semmit annak érdekében, hogy a két hagyomány közeledjen egymáshoz, így egységes ciprusi kulturális hagyomány nem alakult ki.

### Oktatási rendszer
2010-2011-ben Ciprus az Európai Unión belül – Dánia és Svédország mellett – az oktatásra legtöbbet költő államok egyike: a GDP 7%-át fordítják e területre.
Az iskolakötelezettség 15 éves korig tart. Az általános iskola hat évből áll, a szintén  hatéves középiskola oktatás egy hároméves integrált és egy hároméves szakirányú képzésre tagolódik. Az országban három állami és három magánegyetem működik, a középiskolából a diákok közel fele továbbtanul.

### Művészetek

#### Zene
A ciprusi görögök többnyire a görög anyaországi zenéket hallgatják. Ugyanakkor Cipruson született és tanult zenészek között is akad néhány, aki nemcsak a hazájában, hanem Görögországban is sikeres pályát futott be.
A buzuki, melynek hangját Cipruson mindenhol hallani lehet, mandolinszerű hangszer. Ez a rembetika zene, az amerikai blues görög megfelelőjének egyik fő hangszere.
Ciprus kortárs zenéje a régi és az új, a hagyományos és a modern keveréke. A ciprusi görög fiatalok ugyanúgy kedvelik a rembetikát és a népdalokat, mint a mai görög könnyűzenét. 

#### Tánc
A ciprusi népi táncok ősi gyökerűek. Eredetük minden bizonnyal a sámánszertartásokig és a korai vallási rítusokig vezethető vissza. Tájanként helyi sajátosságok is megfigyelhetők.
A mai ciprusi táncok megegyeznek a görög anyaországiakkal. Természetesen több helyi tánc is kifejlődött, ezeket jobbára néptáncfesztiválokon vagy színpadra állított feldolgozásokban lehet látni. Ezek közül a leghíresebb a kartzilamasz, amelyet öt különböző  táncból állítanak össze. 

#### Népművészet

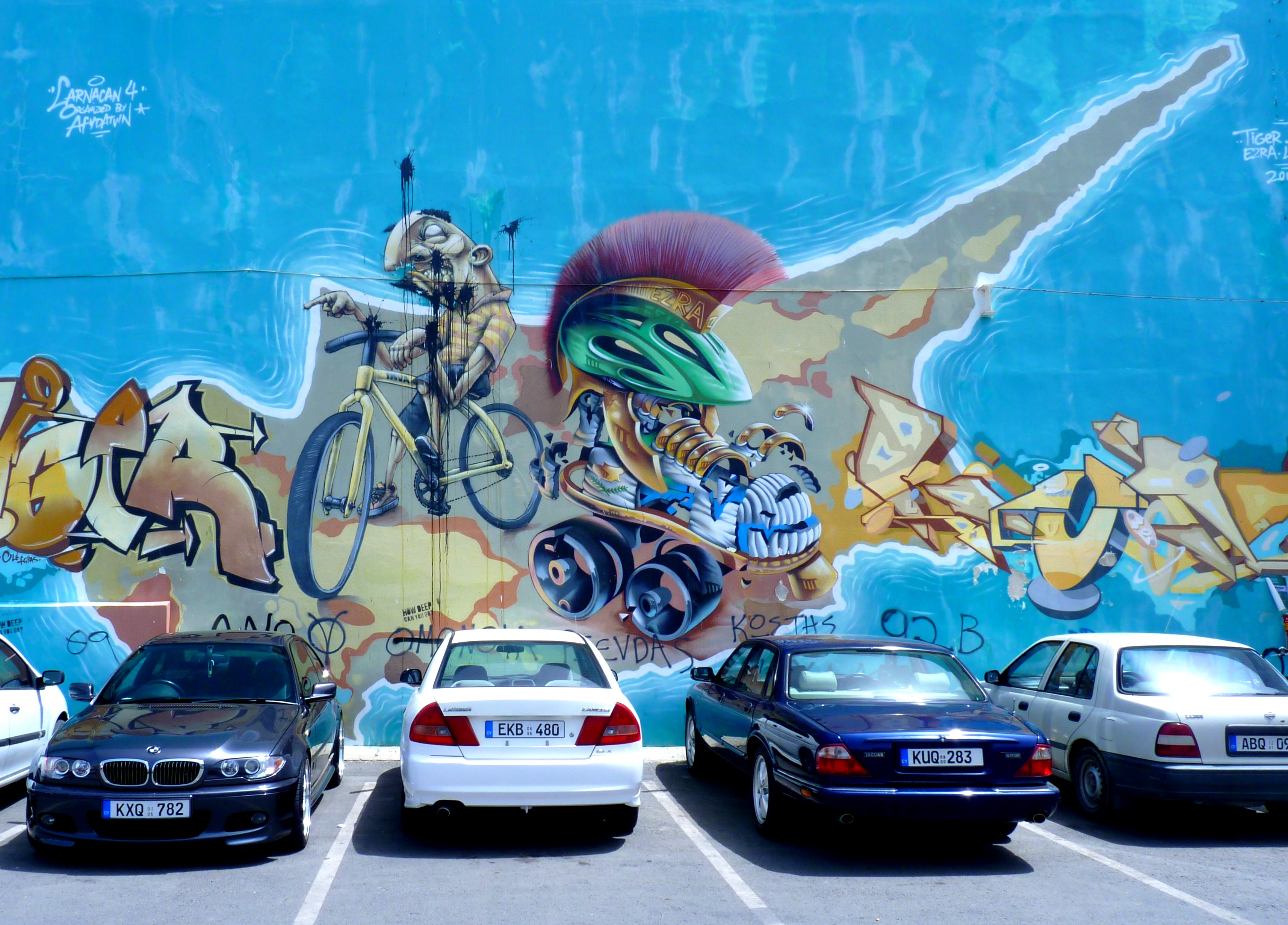
Graffiti Nicosiában

Ciprus népművészete igen gazdag, mindenekelőtt a csipkekészítő és a kosárfonó mesterség termékeivel lehet találkozni. A lefkarai csipke, mely a Tróodosz-hegység déli oldalán fekvő településen készül, Ciprus leghíresebb népművészeti exportcikke. Nagy, fonott kenyérkosarakat sokfelé árulnak, ezek jellemzői a bonyolult, színes minták. Az ezüst- és rézművesek jó minőségű és szépen díszített munkái szintén a népszerű népművészeti termékek közé tartoznak. 

### Hagyományok
Bár Ciprus egészében véve nyugati típusú országnak tűnik, a hagyományok átszövik a mindennapi életet. A névnapok, esküvők és temetések nagy jelentőségű események. Az esküvők igen nagy ünnepnek számítanak, sokszor napokig tart az evés-ivás, táncolás és mulatozás. Vidéken gyakran az egész falu népét meghívják az esküvőre. 

### Gasztronómia

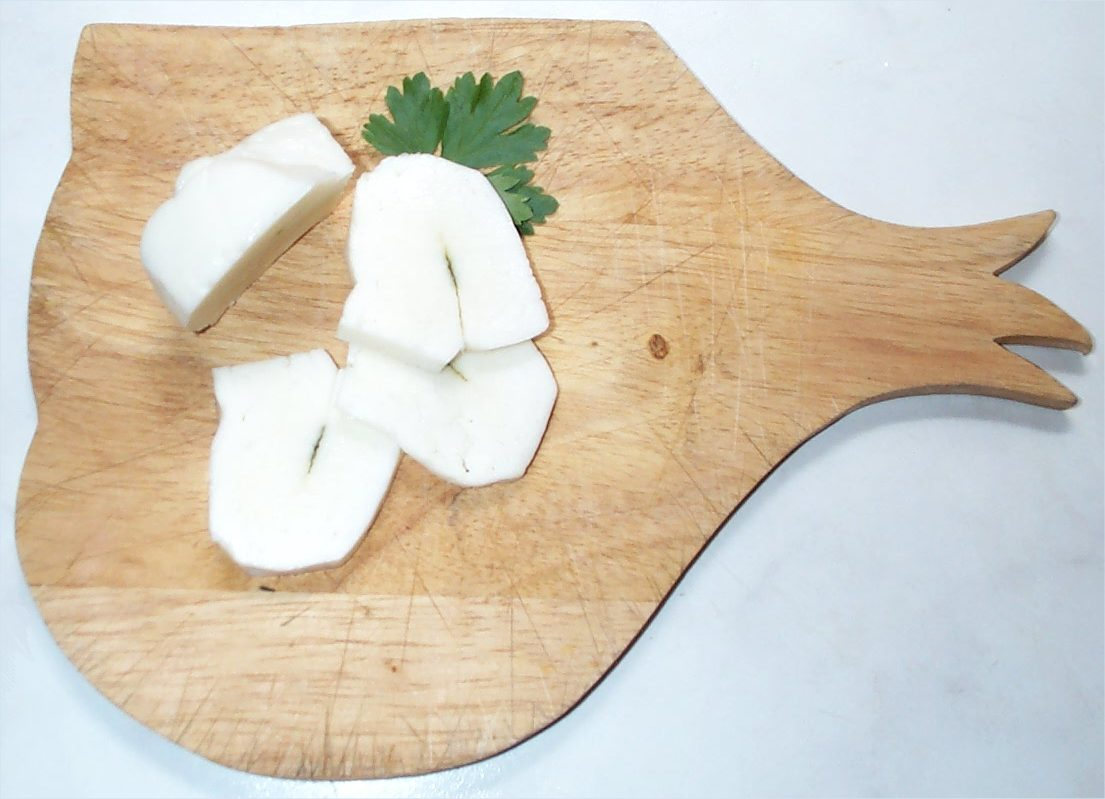
Halloumi sajt

#### Ételek
A ciprusi konyha különleges, egészséges, és nem terheli meg a szervezetet. Az ételek mediterrán jellegűek, különlegességüket azonban az ízesítésnek a közel-keleti konyha fűszereivel való keverése adja meg. 
Legjellegzetesebb az ún. meze, amelyből kétféle létezik: húsmeze (meat meze) és halmeze (fish meze). Ez egy ételkombináció, amelyben kb. 10-15 féle étel szerepel: mártások, saláták, sajtok, húsok.
Érdemes megkóstolni a következő ételeket: meze, mousaka (darált hússal töltött tészta), kefte (húsgombócok), halloumi (sajt), a ciprusi édességek közül pedig az ún. karidaki-t (fiatal zölddió fahéjas, szegfűszeges szirupban) és a kitrolemon-t (kandírozott citrusféle).
Cipruson nagyon sok étterem van, nagy többségükben kiváló kiszolgálással találkozhatunk. A nemzetközileg általánosan elfogadott íratlan szabályok szerint, a végösszeg kb. 10% ajánlott borravalóként.

#### Italok
Egyes kutatások szerint Cipruson állították elő a Mediterráneum első borait. A sziget leghíresebb bora az édes Commandaria, ami Ciprus különlegessége. Commandariát a helyi hagyomány szerint 3000 éve készítenek ugyanazzal a módszerrel. A bor története igazolhatóan a johannita lovagrend tevékenységére, az 1200-as évekre vezethető vissza. Ma a ciprusi borok meglehetősen vegyes minőségűek. Az otello és az afames a legkedveltebb a vörösborok közül. A sziget borai közül megemlítendőek még: Keo Hock, White Lady, Arsinoe és Aphrodite.
Legerősebb ciprusi ital a Zivania, amely a borkészítésnél a préselés után visszamaradt szőlőből erjesztett és kifőzött törkölypárlat. Alkoholtartalma meghaladja a 40%-ot.

### Kulturális világörökségek

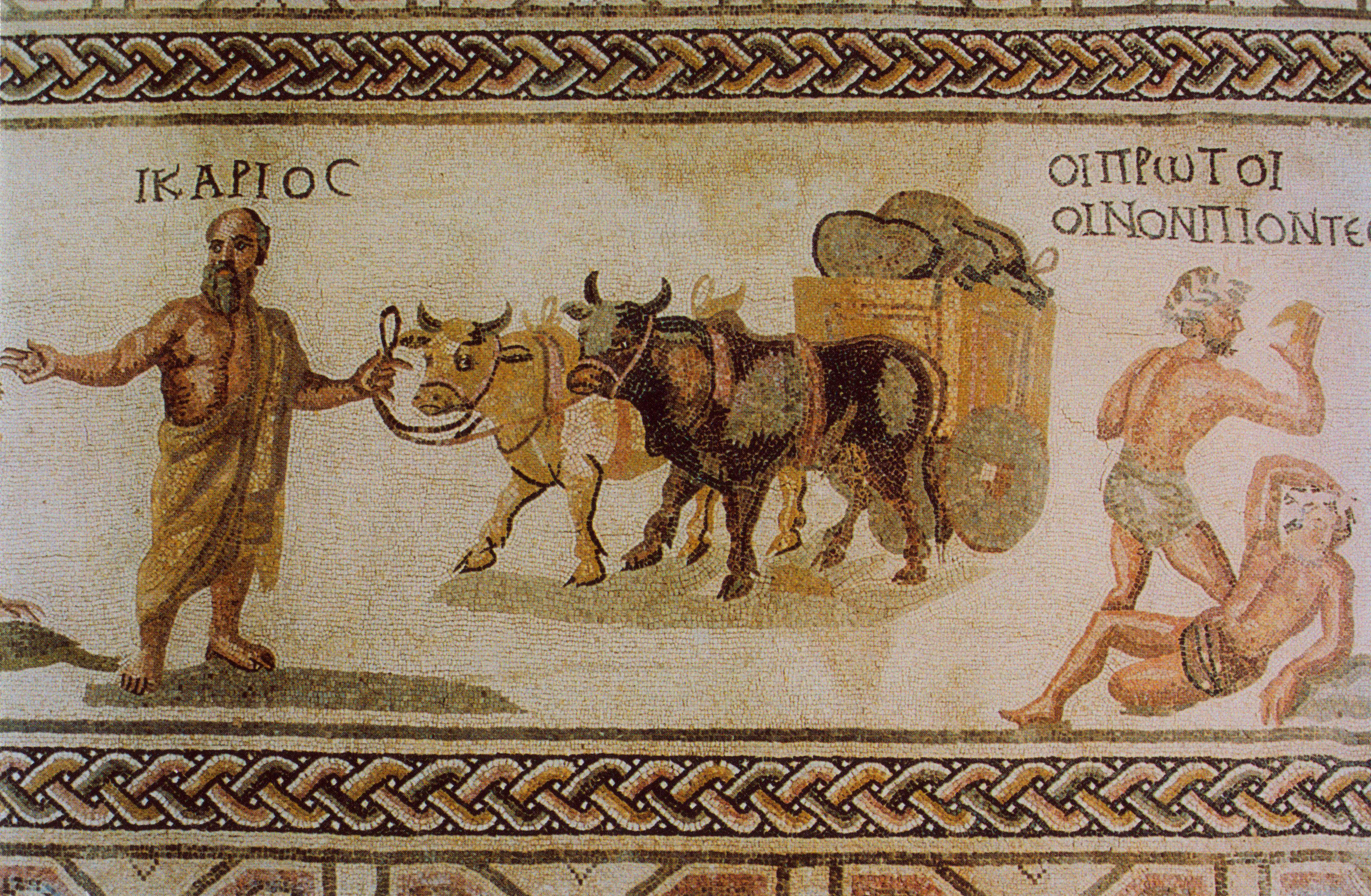
Ókori mozaik Páfoszban

- Paphos romjai (1980): Antik épületek maradvánayai, római villák, mozaikpadlók.
- A Tróodosz-hegység festett templomai (1985, 2001): templomok és kolostorok egymás közelében. A bizánci építészet emlékei.
- Hirokitía (1998)

## Turizmus
Az 1960-as függetlenné válás és az 1974-es polgárháború után indult fejlődésnek az addig viszonylag zárt Ciprus turizmusa. A kedvező időjárási viszonyok, a jó közbiztonság, a gazdag kulturális örökség és az angolul beszélő szigetlakók nagy száma miatt az idegenforgalom az 1980-as években robbanásszerű fejlődésnek indult.
A sziget kényszerű kettéosztottsága miatt a 2000-es évekig csak a déli, szabad területek voltak hivatalosan látogathatóak, az északi, megszállt területekre a szigeten belülről nem lehetett belépni. Az úgynevezett Észak-Ciprusi Török Köztársaság területére a szigeten kívülről belépőket a Ciprusi Köztársaság a mai napig illegális határátlépőnek tekinti. 2003 áprilisától határátkelő nyílt a tűzszüneti vonalon, amelyet 2008-ban egy újabb átkelő megnyitása követett Nicosia központjában (Ledra utca).
A legtöbb látogató (a turisták közel fele) a hagyományosan jó kapcsolatok miatt Nagy-Britanniából érkezik. Jelentős még a nagyobb európai államokból (Németország, Svédország) érkező turisták aránya.
A Ciprusra látogatók száma körülbelül hárommillió fő évente – azaz a sziget lakosságának háromszorosa. A turizmus a nemzeti összterméknek körülbelül negyedét adja.
Az idegenforgalom koordinálását a Ciprusi Idegenforgalmi Hivatal (CTO) végzi.
A hepatitis A (nagy a fertőzésveszély) és B (közepes a fertőzésveszély) oltás ajánlott Ciprusra utazóknak.

## Sport

### Olimpia
Ciprus eddig egyetlen érmet nyert, amelyet Pávlosz Kondídisz nyert 2012-ben vitorlázásban.
- Bővebben: Ciprus az olimpiai játékokon

### Labdarúgás
A Ciprusi labdarúgó-válogatott eddig még nem ért el kiemelkedő eredményeket. Az országban jelentős és nagy népszerűségnek örvend a labdarúgás. A nemzeti bajnokságban sok idegenlégiós játszik.
- Bővebben: Ciprusi labdarúgócsapatok listája vagy Ciprusi labdarúgó-válogatott

### Autósport
A Tróodosz-hegység Limassol környéki területein 1970 óta minden évben megrendezik a Ciprus-ralit, amely nemzetközi elismertségnek örvend. A verseny a Rali-világbajnokság részét képezi 2000 óta. Ez alól a 2007-es és 2008-as szezon volt kivétel, amikor az esemény a Közel-keleti ralibajnokság része volt.

## Ünnepek
| Dátum           | Ünnep                                                                |
| --------------- | -------------------------------------------------------------------- |
| Január 1.       | Újév                                                                 |
| Január 6.       | Vízkereszt napja                                                     |
| Változó         | Zöld hétfő                                                           |
| Március 25.     | Görög függetlenségi nap                                              |
| Április 1.      | Ciprus nemzeti ünnepe (EOKA-nap, az angolok elleni forradalom napja) |
| Változó         | Nagypéntek                                                           |
| Változó         | Húsvéthétfő                                                          |
| Változó         | Húsvét harmadnapja                                                   |
| Május 1.        | A munka ünnepe                                                       |
| Változó         | Pünkösd                                                              |
| Augusztus 15.   | Szűz Mária mennybemetele (assumption day)                            |
| Október 1.      | Ciprus függetlenségi napja                                           |
| Október 28.     | Görög nemzeti ünnep                                                  |
| December 24–26. | Karácsony                                                            |